# 伊利亞·烏里揚諾夫
伊利亞·尼古拉耶維奇·烏里揚諾夫（俄语：Илья́ Никола́евич Улья́нов；1831年7月31日—1886年1月24日）是俄罗斯公立學校領域的公眾人物，弗拉基米尔·列宁之父。

## 生平
伊利亞·烏里揚諾夫出身俄羅斯農奴家庭，然而其民族出身仍未確定，部分可能是俄羅斯人、楚瓦什人、莫尔多瓦人或卡尔梅克人:1-2:12-13:7:21-23:13-15:6。儘管身處下層階級的背景，在喀山大學學習物理和數學後，至奔薩貴族學院任教，因而成為中產階級:1-2:12-13:21-23:13-15:6。
1863年中旬，伊利亞與瑪麗亞·亞歷山德羅夫娜·烏里揚諾娃結婚:5:13:23。瑪麗亞的父親是曾改信基督教的俄羅斯猶太人醫生，母親則是德國與瑞典混血兒，擁有相對較富裕的出身背景，亦曾接受過教育:16-19, 23:2-3:12:15-18:5:20。結婚後不久，伊利亞晉升成為下諾夫哥羅德小學主任，在辛比爾斯克工作長達6年；當中在第5年，他因為政府現代化計畫而擢升為省級國立學校觀察員，負責監督450多間學校的基金。由於其在教育上的貢獻，因而贏得聖弗拉基米爾勳章、且授予世襲俄羅斯貴族地位:6:13-14:25, 27:18-19:4, 8:21。伊利亞是虔誠的俄羅斯正教會教徒，他讓孩子都接受幼兒洗禮；不過信奉信義宗的瑪麗亞不關心基督教，這也跟著影響其孩子的觀點:3:14-15:29。夫妇双方都是君主主義和自由保守主義人士，支持改革派沙皇亞歷山大二世提出的1861年俄國農奴制度改革。他們避開政治激進分子，亦没有證據证明警方曾因其顛覆性思想罪而对列宁一家展開过監視:27:8:19。每年夏季，全家會在列尼涅科庫爾基諾農村莊園度假:18:26:20:7:64。
1886年1月，列寧的父親顱內出血逝世，當時列寧16歲:6,9:19:48-49:10。

## 子女

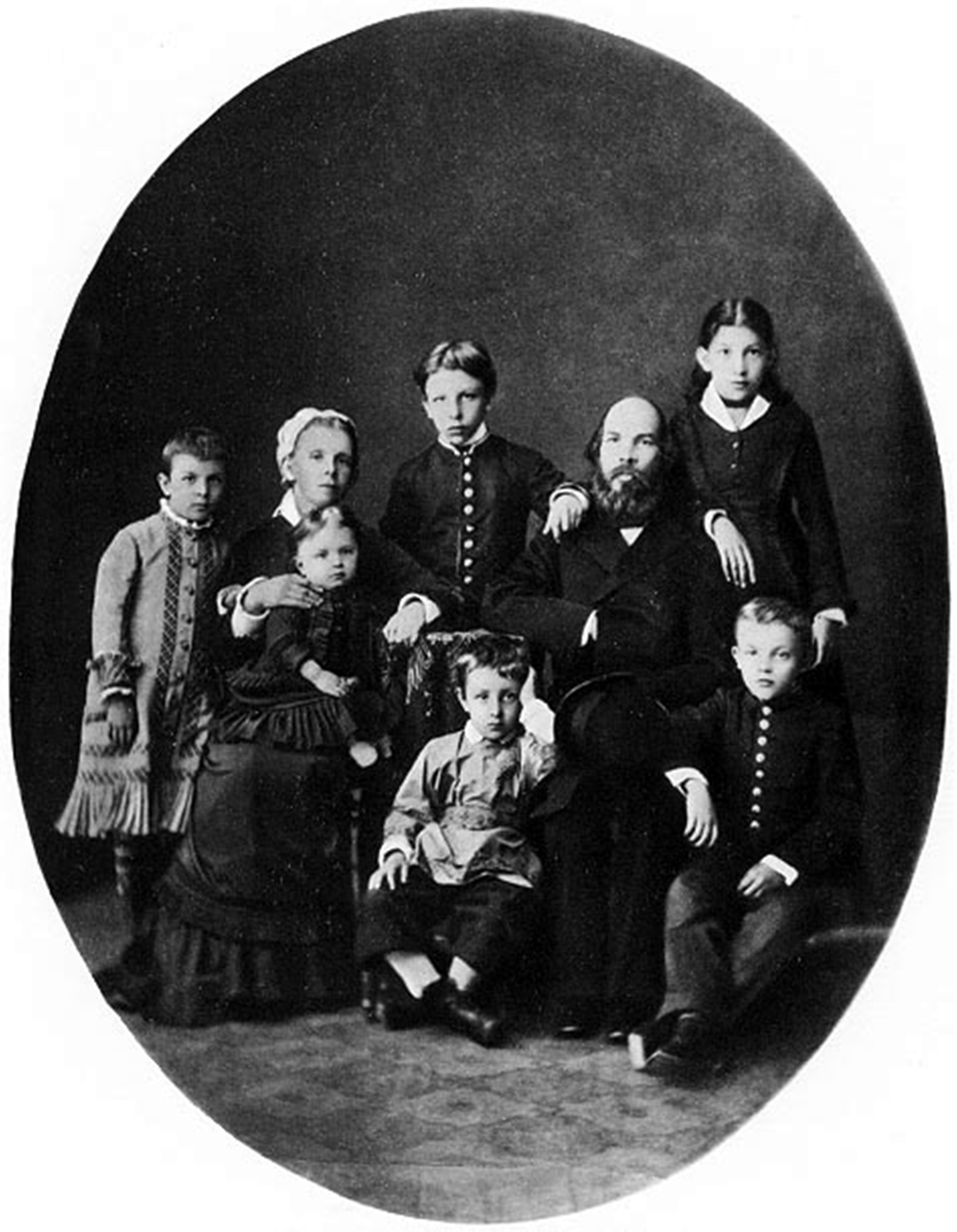
伊利亞·烏里揚諾夫和瑪麗亞·烏里揚諾娃結婚後，家庭成員包括安娜·烏里揚諾娃}}、亞歷山大·烏里揚諾夫、列寧、奥莉加·乌里扬诺娃、德米特里·烏里揚諾夫和瑪麗亞·烏里揚諾娃。

- 长女：安娜·叶利扎罗娃-乌里扬诺娃（1864年出生）
- 长子：亚历山大·伊里奇·乌里扬诺夫（1868年出生）
- 次子：弗拉基米尔·伊里奇·乌里扬诺夫，即列宁
- 次女：奥莉加·乌里扬诺娃（1871年出生）
- 三子：德米特里·烏里揚諾夫（1874年出生）
- 三女：瑪麗亞·烏里揚諾娃（1878年出生）
- 另外家裡還有兩個孩子在嬰兒期夭折[2]:6[3]:12, 14[5]:13, 25[7]:4[6]:19-20[8]:21-22。